# زيهاوزن
زيهاوزن (آلتمارك) (بالألمانية: Seehausen, Altmark) هي بلدة ألمانية تقع في ألمانيا في ساكسونيا أنهالت. يقدر عدد سكانها بـ 5,055 نسمة .

## المدن التوأمة
مدينة Jablonné nad Orlicí هي مدينة توأمة لـزيهاوزن (آلتمارك).